# La Langue des papillons
Pour plus de détails, voir Fiche technique et Distribution.
La Langue des papillons (La lengua de las mariposas) est un film espagnol réalisé par José Luis Cuerda, sorti en 1999.
L'histoire, tirée d'une nouvelle en langue galicienne de Manuel Rivas — A lingua das bolboretas — se situe en 1936 dans un village de Galice, dans les mois qui précèdent la Guerre civile espagnole et se centre sur la relation entre un écolier et son professeur.

## Synopsis
Le long métrage prend place dans un village de Galice, durant l'hiver de 1935, quand le pays vivait sous la Seconde République. Moncho, le protagoniste, est un enfant de huit ans. Il doit commencer à aller à l'école, chose qu'il n'a pas pu faire avant à cause de son asthme. Cependant, il a peur que les professeurs le tapent, il ne veut pas y aller. Mais ce ne sont pas les intentions de Don Gregorio, son maître. Il croit en une forme d'éducation différente, pour que cette génération puisse grandir dans la liberté. Le premier jour de classe, Moncho est appelé par le professeur au premier rang, et, terrorisé, il s'urine dessus et s'enfuit en courant. Il se cache dans le bois jusqu'à ce que son frère le retrouve. Une fois résolut la situation, Moncho réintègre la classe. A partir de ce moment, son attitude commence à changer, vers un intérêt actif pour tout ce qu'il apprend à l'école. Don Gregorio et Moncho commencent alors une véritable amitié. C'est en dehors de la classe que le maître lui enseigne à travers l'observation. Moncho devient de plus en plus curieux.
D'un autre côté, la famille de Moncho est composée d'une mère croyante et traditionnelle, Rosa, et d'un père progressiste et athée, Ramón. Au delà de ces différences, les relations familles sont bienveillantes. Le grand frère de Moncho, Andrés, a quinze ans, et il sera le point-d'union entre Moncho et le monde des adultes.
Entre-temps, dans le village, on suit avec attention les nouvelles radiophoniques annoncées par l'état politique. C'est ainsi que la mère de Moncho apprend la capture des Républicains menée par les fascistes.  Sachant que son mari pourrait être détenu pour ses idéaux, elle oblige sa famille à changer ces habitudes et à arrêter de parler avec les Républicains. Ils cessent donc de côtoyer leurs amis, devenant leurs ennemis. L'état pacifique du peuple se transforme à la venue de la Guerre Civile. Les voisins s'accusent les uns les autres. En conséquence à cette situation, Don Gregorio et d'autres citoyens avec les mêmes idéaux sont arrêtés et emmenés dans un camion sans retour. S'adaptant à la nouvelle réalité, la famille de Moncho se joint aux insultes des détenus. Dans la scène finale du film, Moncho court derrière le camion en pleurant, insultant Don Gregorio et lui lançant des pierres.

## Fiche technique
- Titre : La Langue des papillons
- Titre original : La lengua de las mariposas
- Réalisation :	José Luis Cuerda
- Scénario :  Rafael Azcona, José Luis Cuerda, d'après une nouvelle de Manuel Rivas
- Photographie :  Javier Salmones
- Montage :  Ignacio Cayetano Rodriguez, Nacho Ruiz Capillas
- Musique :  Alejandro Amenábar
- Direction artistique :  Josep Rosell
- Décors :  Balter Gallart
- Costumes :  Sonia Grande
- Son :  Sergio Bürmann
- Producteurs :  Mónica Martínez, Myriam Mateos
- Producteur associé : Jose Maria Iresteiro
- Producteurs exécutifs : Fernando Bovaira, José Luis Cuerda
- Société de production :  Canal+ España, Las Producciones del Escorpión, Sociedad General de Televisión (Sogetel), Televisión Española (TVE), Televisión de Galicia (TVG) S.A.
- Société de distribution :  Gaumont Buena Vista International (France), Miramax (États-Unis)
- Pays d'origine :   Espagne
- Langue :  Espagnol, Galicien, Latin
- Tournage : du 29 juin 1998 au 14 août 1998
- Format : Couleurs — 35 mm — 2,35:1 — Son : Dolby Digital
- Genre :  Film dramatique
- Durée : 96 minutes (1 h 36)
- Dates de sortie :
  -  Espagne : 23 septembre 1999 (Festival international du film de Saint-Sébastien / 24 septembre 1999 (sortie nationale)
  -  États-Unis : mars 2000 (Festival international du film de Cleveland / 16 juin 2000 (sortie nationale)
  -  France : 14 mars 2001

## Distribution
- Fernando Fernán Gomez : Don Gregorio, le professeur
- Manuel Lozano : Moncho
- Uxía Blanco : Rosa
- Alexis de Los Santos : Andrés
- Martin Uriarte : Ramón Gonzalo
- Jesús Castejón : D. Avelino
- Guillermo Toledo : O'Lis
- Elena Bagutta : Carmiña
- Tamar Novas : Roque